# Isoetes storkii
Isoetes storkii är en kärlväxtart som beskrevs av T. C. Palmer. Isoetes storkii ingår i släktet braxengräs, och familjen Isoetaceae. Inga underarter finns listade i Catalogue of Life.